# Macrodiprion nemoralis

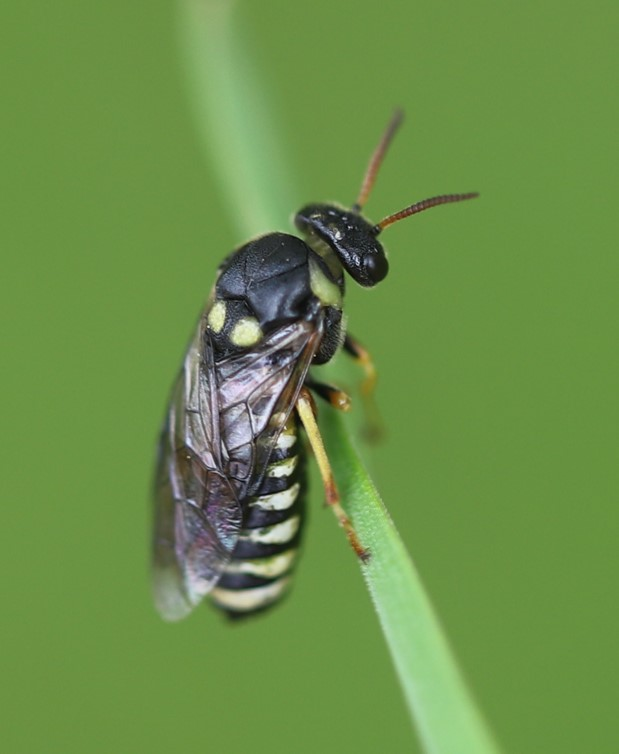

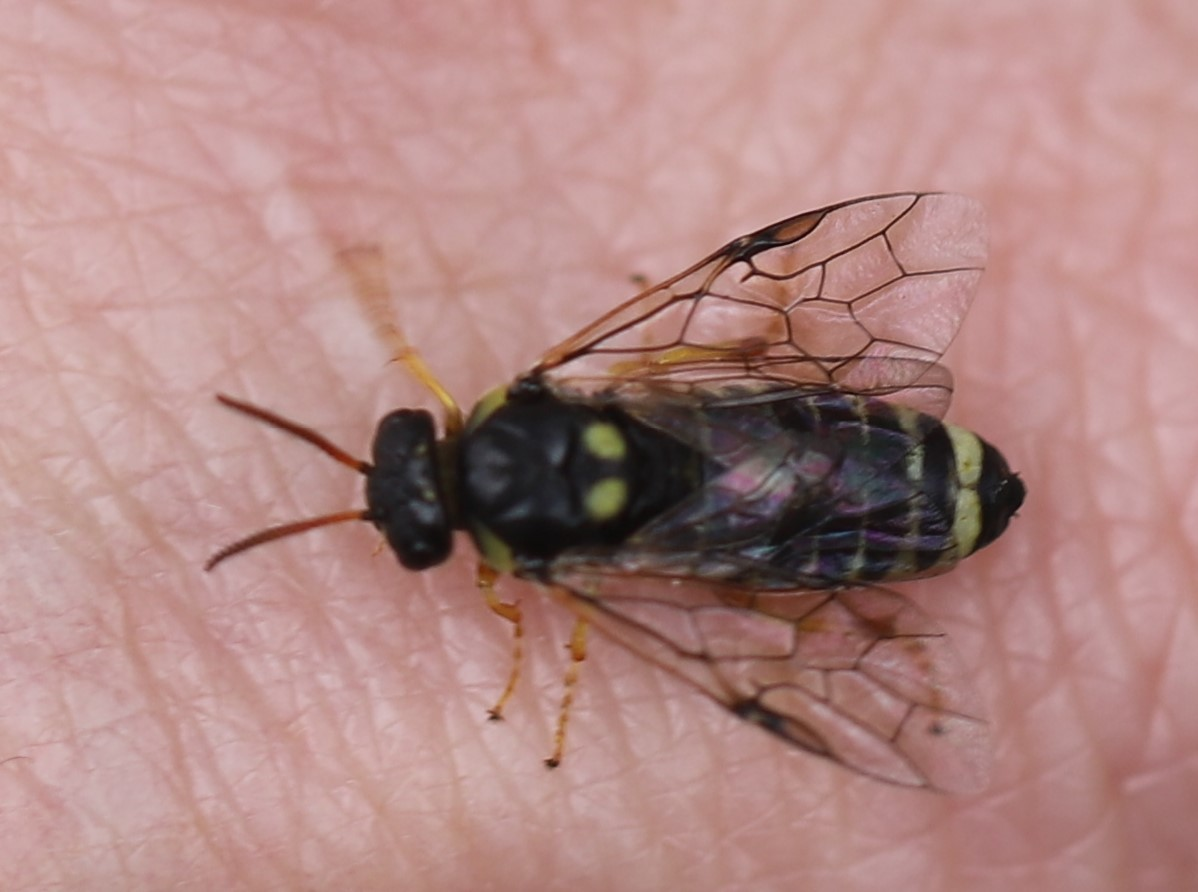

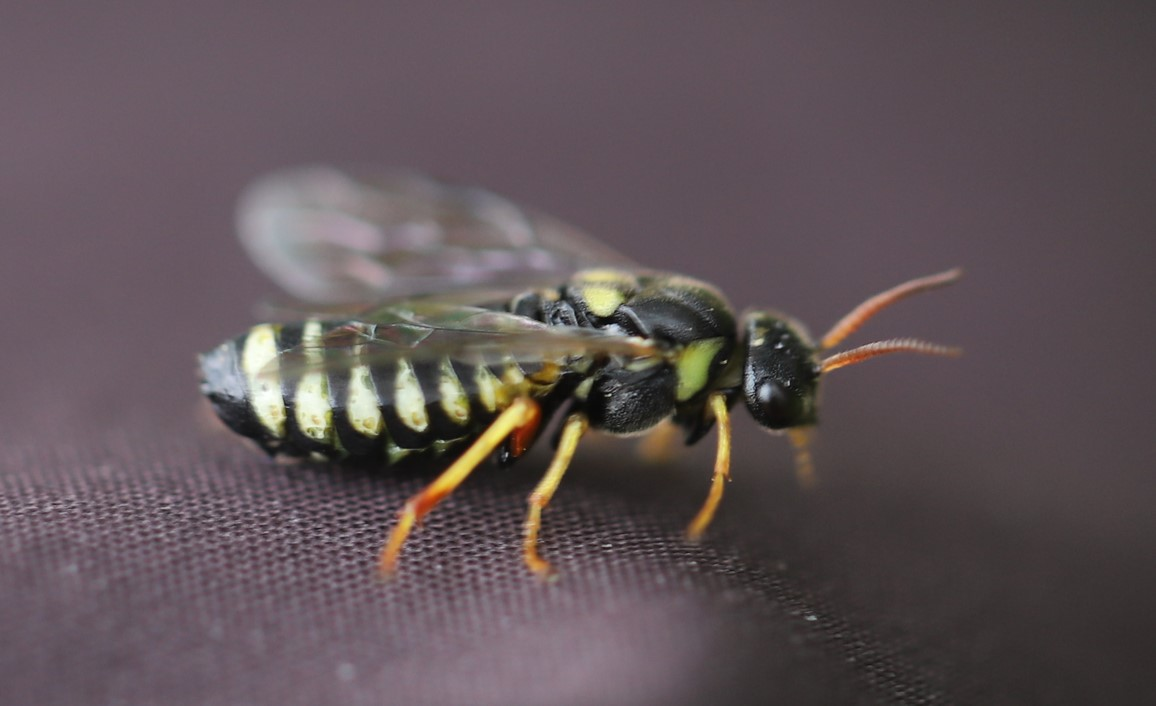

Macrodiprion nemoralis ist eine Art aus der Familie der Buschhornblattwespen (Diprionidae). Der Insektenforscher Eduard Enslin beschrieb sie 1917 als Tenthredo nemoralis. Das Art-Epitheton nemoralis leitet sich von nemus ab, ein lateinischer Begriff für „Ansammlung von Bäumen; Hain, Wald“. Macrodiprion nemoralis ist die einzige Art ihrer Gattung.

## Merkmale
Die überwiegend schwarz gefärbten Blattwespen sind 9–13 mm lang und damit größer als die anderen in Europa vorkommenden Buschhornblattwespen. Die hinteren Pronotum-Ecken sowie Flecke auf dem Schildchen und über den Facettenaugen sind gelb. Ferner ist das erste Tergit, die Basis der Sternite und die Beine ab den apikalen Enden der Femora gelb gefärbt. Bei den Weibchen sind Fühlerbasis, Clypeus sowie die letzten Tergite basal gelb. Die Fühler der Männchen bestehen aus 30–32 Gliedern. Die 5–6 apikalen männlichen Fühlerglieder sind nur gesägt, ohne deutliche Kammstrahlen und weisen nur einen Ast auf. Die 23-gliedrigen Fühler der Weibchen sind im Gegensatz zu verwandten Arten nicht zugespitzt und beidseitig gesägt. Die Subgenitalplatte ist schwach eingebuchtet. Das 3. und das 4. Segment sind etwa gleich lang.
Die weißen Eier von Macrodiprion nemoralis sind im Vergleich zu denen anderer in Europa vorkommenden Buschhornblattwespen groß.
Die überwiegend grün gefärbten relativ großen Larven von Macrodiprion nemoralis werden wie folgt beschrieben: Der Kopf ist dunkelbraun bis schwarz gefärbt und weist auf der Stirn und auf der Oberlippe helle Flecken auf. Der Körper der Larven weist häufig deutliche Streifen auf. Die Stigmen sind hellgelb mit einer Reihe schwarzer Flecke darüber verlaufend.
Die Kokons von Macrodiprion nemoralis sind schwarz, höchstens schwarzbraun gefärbt, und im Vergleich zu den verwandten Arten groß. Sie zeichnen sich durch eine dicke Wand aus und sind innen rotbraun gefärbt. Die Spinnfäden sind deutlich erkennbar und glänzend, außen matt, holprig glatt, mit tiefschwarzen Fäden.

## Verbreitung
Das Verbreitungsgebiet von Macrodiprion nemoralis reicht von Fennoskandinavien im Norden bis in das südliche Mitteleuropa (Frankreich, Österreich, Schweiz, Italien) sowie im Osten über das östliche Europa (Polen, Baltikum, Ungarn, Ukraine) bis nach Sibirien. Auf den Britischen Inseln ist die Art nicht vertreten. Es gibt meist nur vereinzelte Nachweise der Art. Macrodiprion nemoralis gilt daher als wirtschaftlich unbedeutender Forstschädling.

## Lebensweise
Die Larven von Macrodiprion nemoralis fressen monophag an den Nadeln von Waldkiefern (Pinus sylvestris). Sie treten im Gegensatz zu verwandten Arten solitär, also nicht gregär, auf. Die Larven von Macrodiprion nemoralis erscheinen in 1–2 Generationen im Jahr, in den Monaten Juni und September. Sie spinnen schließlich ein Kokon, in dem sie sich verpuppen. Man beobachtet die Imagines von März bis September, am häufigsten im April. Die Eiablage findet nahe der Nadelspitze der Kiefern, etwa 1–2 mm unterhalb der Spitze, statt. Aus den Kokons der Blattwespen-Art konnten Exemplare der Schlupfwespe Olesicampe macellator aus der Unterfamilie Campopleginae gezüchtet werden.

## Sexualpheromone
Die Hauptkomponenten des Sexualpheromons der weiblichen Buschhornblattwespe Macrodiprion nemoralis wurden von Wassgren et al. im Jahr 2000 als (2S,3R,7R,9S)-3,7, 9-trimethyl-2-tridecanol identifiziert. Bei einem Feldversuch konnten damit männliche Buschhornblattwespen angelockt werden.